# Nucifraga multipunctata
El cascanueces del Himalaya (Nucifraga multipunctata) es una especie de ave paseriforme de la familia Corvidae endémica del Himalaya occidental y sus estribaciones.